# Teatro do Campo Alegre

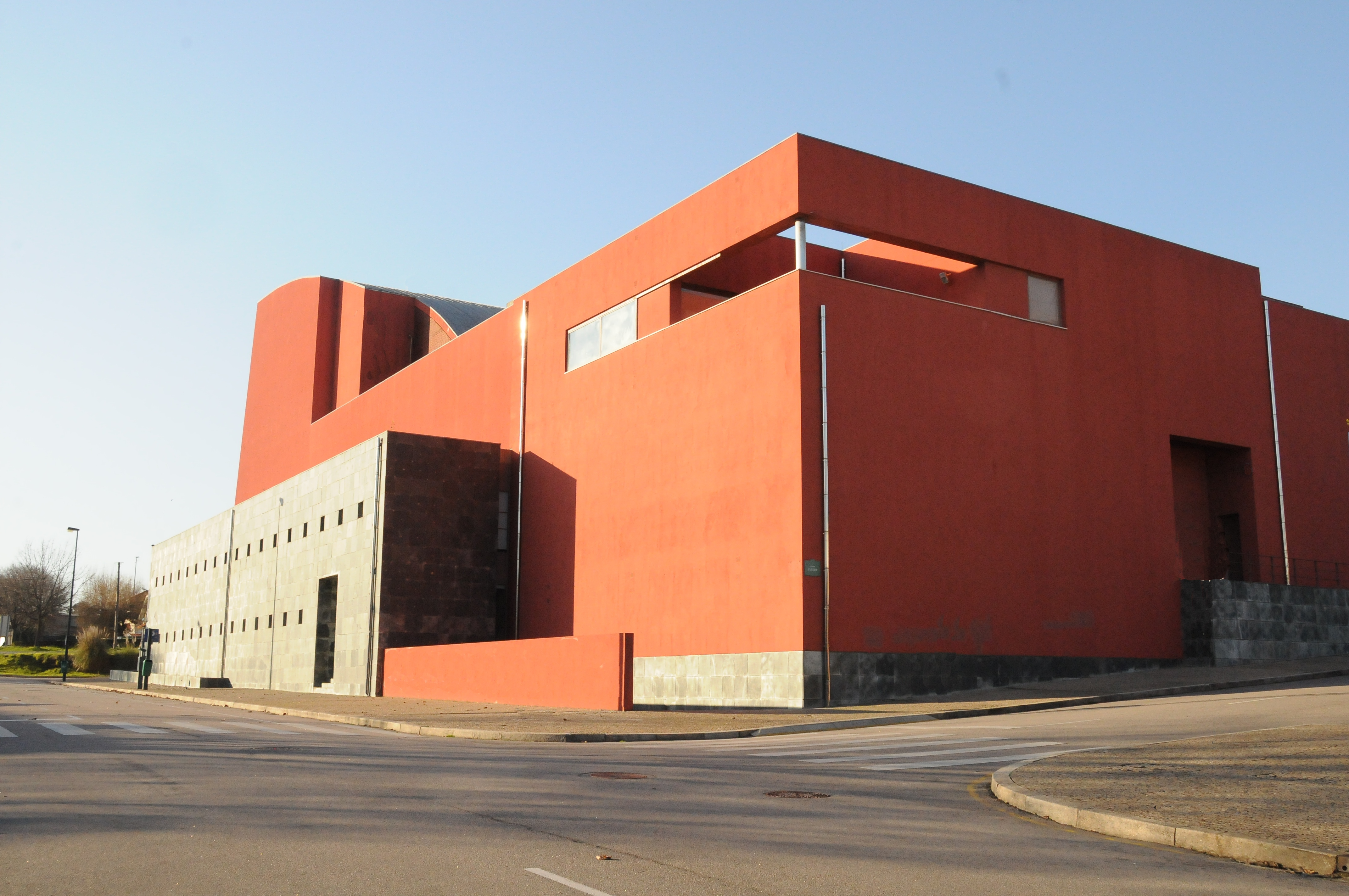
Teatro Campo Alegre

O Teatro Campo Alegre, pertença da Câmara Municipal do Porto, é um dos dois polos do chamado Teatro Municipal do Porto, sendo o outro o também Municipal Teatro Rivoli. Após a sua construção, finalizada em 2000, foi gerido pela Fundação Ciência e Desenvolvimento. O projeto de arquitetura do edifício é da autoria do arquiteto Rogério Cavaca. No edifício do Teatro Campo Alegre existem quatro salas: Auditório, Café-Teatro, Cine-Estúdio e Sala-Estúdio.
Em outubro de 2012, a Assembleia Municipal do Porto aprovou a extinção da Fundação Ciência e Desenvolvimento (FCD) e o Teatro Campo Alegre foi integrado na Câmara Municipal do Porto - um dos elementos fundadores da extinta FCD (com a Universidade do Porto) financiador do equipamento ao longo dos anos.
A companhia residente do TCA foi, de 2000 a 2013, a Seiva Trupe. 
A programação própria do TCA, que arrancou em 2001, ganhou visibilidade ao longo dos anos, nomeadamente o ciclo poético Quintas de Leitura e as iniciativas do Serviço Educativo.
A sala de cinema (Cine-Estúdio) propõe uma programação alternativa ao circuito comercial, única na cidade do Porto (Medeia Filmes). No primeiro andar do edifício desenvolvem-se diariamente atividades relacionadas com a Dança Contemporânea (Lugar Instável), cujas estreias acontecem nas salas do teatro. 
O edifício dispõe de quatro salas (auditório, café-teatro, cine-estúdio e sala-estúdio) e três apartamentos equipados para residências artísticas, dois de tipologia T1 e um T3. O Teatro Campo Alegre apresenta-se como o polo experimental do Teatro Municipal do Porto, um laboratório criativo que alberga artistas de várias latitudes e companhias da cidade em residências de curta e longa duração, no âmbito do programa Teatro em Campo Aberto, que apresentam com regularidade e publicamente os seus projetos.